# Victoria River
La Victoria River est le plus long fleuve du Territoire du Nord en Australie.

## Géographie
Il a un bassin de 78 000 km2. Long de 560 km, il prend sa source près de la Hooker Creek Station, coule vers le nord, traverse le parc national Gregory et va se jeter dans la mer de Timor au niveau du golfe Joseph Bonaparte au sud-ouest de Darwin.

## Histoire
Le 12 septembre 1819, Philip Parker King fut le premier Européen à découvrir l'embouchure du fleuve. Vingt ans plus tard, en 1839, le capitaine John Clements Wickham passa au même endroit à bord du HMS Beagle et donna le nom de la reine Victoria au cours d'eau. Les membres d'équipage du Beagle purent remonter la rivière sur plus de 200 kilomètres.
En août 1855, Augustus Gregory quitta la Baie Moreton et, à la fin septembre, atteignit l'estuaire de la Victoria. Il remonta la rivière et entreprit une large exploration.
En 1847, Edmund Kennedy partit en expédition pour suivre la voie de la «Rivière Victoria» de Thomas Mitchell dans le but de voir s'il y avait une possibilité de rejoindre le golfe de Carpentarie. Cette "rivière Victoria" a été rebaptisée plus tard la rivière Barcoo.